# 3月9日 (旧暦)
旧暦3月9日は旧暦3月の9日目である。六曜は大安である。

## できごと
- 建暦元年（ユリウス暦1211年4月23日） - 承元より建暦に改元
- 弘化4年（グレゴリオ暦1847年4月23日） - 京都御所建春門前に公家の学問所を開設。学習院の起源
- 嘉永4年（グレゴリオ暦1851年4月10日）‐ 江戸幕府が株仲間再興令発布。
- 安政3年（グレゴリオ暦1856年4月13日） - 長崎・下田などの開港地での踏み絵を廃止
- 明治元年（グレゴリオ暦1868年4月1日） - 山岡鉄舟が駿府城で西郷隆盛と会見。恭順謝罪の意を訴えて徳川家を救う
- 明治5年（グレゴリオ暦1872年4月16日） - 薩摩・長州・土佐の兵1万人による天皇護衛の親兵を近衛兵と改称

## 誕生日
- 慶長11年（グレゴリオ暦1606年4月16日） - 南部重直、第2代盛岡藩主（* 1664年）
- 享保20年（グレゴリオ暦1735年4月1日） - 加藤千蔭、国学者、歌人（+ 1808年）

## 忌日
- 寛元6年（ユリウス暦1200年4月23日） - 朱子、南宋の儒学者・朱子学の祖（* 1130年）
- 元亀2年（ユリウス暦1571年4月3日） - 塚原卜伝、剣術家（* 1489年）
- 寛永11年（グレゴリオ暦1634年4月6日） - 初代大橋宗桂、将棋指し・初代名人（* 1555年）